# Stat în stat
Stat în stat (engleză state within a state, germană Staat im Staate) este o expresie desemnând o anumită situație politică dintr-o anumită țară când un organ intern, de obicei din forțele armate, agențiile de culegere a informațiilor, serviciile secrete sau poliție, nu răspund conducerii civile a țării.
Uneori, termenul se referă la companii de stat, care deși sunt formal sub control guvernamental, acționează de facto aidoma corporațiilor private.

## Sistematizare
Acuzația în formarea unui stat într-un stat, cel mai adesea (dar nu întotdeauna) este prezentat împotriva următoarelor grupuri de persoane:
- naționale și alte minorități;
- părți ale aparatului de stat, cum ar fi armata, serviciile secrete sau alte servicii de securitate;
- grupuri de interese comune, precum corporații, sindicate sau alte asociații;
- comunitățile criminale.

### Minorități naționale, etnice și religioase
Minoritățile naționale, etnice sau religioase sunt adesea acuzate de formarea unui stat în stat. În istorie, asemenea învinuiri au fost adesea aduse evreilor. Un alt exemplu au fost nemții din Cehoslovacia în perioada interbelică.
Scriitorul american (de culoare) Sutton Elbert Griggs a publicat în 1899 romanul „Stat în stat”, În care cetățenii de culoare din SUA au format propriul stat în Statele Unite.

### Părți componente ale aparatului de stat
Armata și serviciile de informații din cauza nivelului înalt de secretizare sunt adesea sub suspiciuni de formare a unui stat în stat. Christina Wilkening a descris metodele de intervenție a serviciului secret Stasi din Republica Democrată Germană sub noțiunea „stat în stat”. Serviciile secrete ale SUA sunt 
caracterizate de mai mulți autori contemporani ca fiind „stat în stat”.

### Organizații cu interese comune
Organizațiile care reprezintă interesele membrilor lor (în special  sindicatele) au fost adesea învinuite că formează stat în stat.În 1903, reprezentatntul american a sindicatelor Daniel de Leon a descris întreprinderile feroviare drept "imperium in imperio". Hans Stadler credea că sindicatele sunt un stat în stat, și tind să preia puterea în stat.
Manuela Mashke descrie istoria sindicatului Histadrut din Israel ca fiind începutul unui stat în stat.
În multe state centrale și sud-americane, United Fruit Company a fost considerată stat în stat din cauza poziției sale monopoliste și a puterii economice, care adesea depășea puterea economică a țărilor în care distribuiau produse.

## Exemple cunoscute de "stat în stat"

### Germania
- Forțele armate germane, Reichswehr, în timpul Republicii de la Weimar
- Schutzstaffel, organizație paramilitară ce reprezenta baza Partidului Nazist
- Wehrmacht, forțele armate ale Germaniei naziste
- Organizația SAG/SDAG Wismut din estul Germaniei

### Spania
- Forţele militare ale Spaniei lui Francisco Franco

### Turcia și Imperiul Otoman
- Comitetul Unității și Progresului din Imperiul Otoman
- Ienicerii corpul de elită al Imperiului Otoman
- Societatea Karakol, societate secretă din Imperiul Otoman
- Forțele armate ale Turciei (așa numitul grup Derin devlet)

### Pakistan
- Serviciul secret al Pakistanului [10]